# Alcis variolaria
Alcis variolaria là một loài bướm đêm trong họ Geometridae.